# Serial Mother
Pour plus de détails, voir Fiche technique et Distribution.
Serial Mother, ou Maman ne se laisse pas marcher sur les pieds au Québec (Serial Mom) est un film américain réalisé par John Waters, sorti en 1994.

## Synopsis
Beverly est en apparence une respectable mère de famille, aimante et attentionnée. Mais elle a un petit défaut : Beverly n'aime pas qu'on la contrarie, elle, son mari ou ses enfants. C'est ainsi que des membres du voisinage vont disparaître, assassinés dans des conditions mystérieuses.

## Fiche technique
Sauf indication contraire, les informations mentionnées dans cette section peuvent être confirmées par la base de données cinématographiques IMDb,  présente dans la section « Liens externes ».
- Titre français : Serial Mother
- Titre original : Serial Mom
- Titre québécois : Maman ne se laisse pas marcher sur les pieds
- Réalisation : John Waters
- Scénario : John Waters
- Musique : Basil Poledouris
- Photographie : Robert M. Stevens
- Décors : Vincent Peranio
- Costume : Van Smith
- Montage : Janice Hampton et Erica Huggins
- Producteurs : John Fiedler, Mark Tarlov
- Pays d'origine :  États-Unis
- Langue : Anglais
- Genre : Comédie policière, thriller, horreur
- Durée : 95 minutes
- Dates de sortie :
  -  États-Unis : 13 avril 1994
  -  France : 25 mai 1994
- Classification : Interdit aux moins de 12 ans

## Distribution
Légende : VF = Version française, et VQ = Version québécoise
- Kathleen Turner (VF : Béatrice Delfe ; VQ : Claudine Chatel) : Beverly Sutphin
- Sam Waterston (VF : Jean-Pierre Dorat ; VQ : Mario Desmarais) : Eugene Sutphin
- Ricki Lake (VF : Vanina Pradier ; VQ : Johanne Léveillé) : Misty Sutphin
- Matthew Lillard (VF : Emmanuel Curtil) : Chip Sutphin
- Scott Morgan (VF : Patrick Floersheim ; VQ : Daniel Picard) : inspecteur Pike
- Walt MacPherson (VF : Marcel Guido ; VQ : Jean-Marie Moncelet) : Inspecteur Gracey
- Justin Whalin (VF : Emmanuel Karsen) : Scotty Barnhill, l'ami de Chip
- Patricia Dunnock (VF : Emmanuèle Bondeville) : Birdie, l'amie de Chip
- Lonnie Horsey : Carl Pageant, le copain de Misty
- Mink Stole (VF : Marion Game ; VQ : Anne Caron) : Dottie Hinkle, la voisine harcelée
- Mary Jo Catlett (VF : Odette Barrois) : Rosemary Ackerman, la voisine au tisonnier qui ne trie pas ses déchets
- John Badila (VF : Mario Santini) : Paul Stubbins, le prof de maths de Chip
- Kathy Fannon (VF : Colette Venhard) : Betty Sterner, le voisin qui mange du poulet
- Doug Roberts (VF : Jean-Claude De Goros) : Ralph Sterner, la voisine qui mange du poulet
- Traci Lords : la copine blonde de Carl
- Tim Caggiano : Marvin A. Pickles, le témoin dans les toilettes
- Jeff Mandon (VF : Thierry Desroses) : Howell Hawkins, le journaliste photographe
- Colgate Salsbury (VF : Jean-Claude Sachot) : le père Boyce
- Patsy Grady Abrams (VQ : Yolande Roy) : Emma Lou Jenson, la cliente du vidéo-club
- Richard Pilcher (VF : Jean-Michel Farcy) : Herbie Hebden, l'avocat de Beverly
- Beau James (en) (VF : Jean-Claude Balard) : Timothy Nazlerod, l'avocat général
- Stan Brandorff (VF : André Valmy) : le juge R.A. Moorehouse
- Kim Swann : Lu-Ann Hodges, la témoin du meurtre de Stubbins
- Suzanne Somers (VQ : Geneviève De Rocray) : Elle-même
- Bus Howard : Gus, un éboueur
- Alan J. Wendl : Sloppy, un éboueur
- Patricia Hearst (VF : Dominique Westberg) : la jurée aux chaussures blanches
- John Calvin Doyle (VQ : François L'Écuyer) : le petit frère de Carl
- Bess Armstrong : la secrétaire médicale d'Eugene Sutphin
- L7 : le groupe sur scène (Camel Lips)
- Mary Vivian Pearce : l'acheteuse de livre
- Susan Lowe : une groupie

## Commentaires
Le film dresse, à travers un humour noir ravageur, le portrait d'une femme apparemment normale, mais intérieurement dérangée. Elle ne supporte pas que quelqu'un se dresse en travers de son chemin, ose critiquer sa famille ou elle-même, ou ne respecte pas les règles élémentaires du savoir-vivre. Elle porte ce raisonnement à l'extrême, n'hésitant pas à éliminer physiquement tout contrevenant, fût-ce pour un prétexte apparemment futile (un jeune homme qui ne met pas sa ceinture de sécurité, une jurée qui ose porter des chaussures blanches après le Labor Day ...)
La critique des travers de la société moderne est également très présente. C'est particulièrement évident lors du procès de Beverly, où ses enfants vendent des t-shirts et des badges à son effigie, et où Chip (le fils) convainc le frère de Carl de vendre les droits de son histoire car il est question d'une adaptation cinématographique des « exploits » de sa mère, la vedette pressentie venant même assister au procès !
Le film est prétendument inspiré d'une histoire vraie, mais ce n'est en réalité qu'une invention du réalisateur pour attiser l'intérêt du spectateur. Il précise même ironiquement « qu'aucune personne impliquée dans les meurtres n'a reçu de compensation financière ».
Serial Mother reçut un accueil en salles mitigé, obtenant 8 millions de dollars de recettes pour un budget qui atteignait 13 millions. Cependant, comme de nombreux autres films de John Waters, sa sortie en vidéo rattrapa cet échec et lui procura un statut de film culte.